# Kazimierz Piłsudski
Kazimierz Gabriel Piłsudski (ur. 5 kwietnia 1871 w Zułowie, zm. 19 grudnia 1941 w Bucharze) – polski urzędnik, działacz szachowy.

## Życiorys
Był synem Józefa Wincentego i Marii z Billewiczów, bratem Józefa, Adama, Bronisława i Jana Piłsudskich. Po mieczu pradziadek i prapradziadek Kazimierza, mieli na imię także Kazimierz.
Przed 1914 rokiem mieszkał w Petersburgu. W II RP pracował w bankowości, później w Najwyższej Izbie Kontroli w Warszawie.
Był działaczem Polskiego Związku Szachowego, m.in. w latach 1931–1932 członkiem jego zarządu, 1933–1939 wiceprezesem, w latach 1931 i 1933–1935 delegatem Polski w Międzynarodowej Federacji Szachowej, od 1937 członkiem honorowym PZSz.
Po agresji ZSRR na Polskę aresztowany w Wilnie przez NKWD, wraz z bratem Janem przeszedł przez sowieckie więzienia (Łubiankę i Butyrki).

## Ordery i odznaczenia
- Złoty Krzyż Zasługi (12 października 1937)[4]
- Medal Niepodległości (17 marca 1938)[5]

## Genealogia
| Praprapradziadkowie | Roch Mikołaj Piłsudski (1683–1711) ∞ Małgorzata Pancerzyńska         | książę Piotr Puzyna ∞ NN                                             | Billewicz ∞ NN                                                       | książę Połubiński ∞ NN                                               | hrabia Butler ∞ NN                                                   | NN ∞ NN                                                              | Billewicz ∞ NN                                                       | NN ∞ NN                                                              | Tadeusz Billewicz (zm. 1788) ∞ NN                      | NN ∞ NN                                                | Kownacki ∞ NN                                          | NN ∞ NN                                                | Wiktor Michałowski ∞ NN                                             | Taraszkiewicz ∞ NN                                                  | hrabia Butler ∞ NN                                     | Billewicz ∞ NN                                         |
| Prapradziadkowie    | Kazimierz Ludwik Piłsudski ∞ Rozalia ks. Puzynianka                  | Kazimierz Ludwik Piłsudski ∞ Rozalia ks. Puzynianka                  | Walerian Billewicz ∞ księżniczka Połubińska                          | Walerian Billewicz ∞ księżniczka Połubińska                          | hrabia Butler ∞ NN                                                   | hrabia Butler ∞ NN                                                   | Billewicz ∞ NN                                                       | Billewicz ∞ NN                                                       | Adam Billewicz ∞ NN                                    | Adam Billewicz ∞ NN                                    | Kownacki ∞ NN                                          | Kownacki ∞ NN                                          | Joachim Michałowski (1744–1831) ∞ Ludwika Taraszkiewicz (1784–1838) | Joachim Michałowski (1744–1831) ∞ Ludwika Taraszkiewicz (1784–1838) | Wincenty Butler (zm. 1843) ∞ Małgorzata Billewicz      | Wincenty Butler (zm. 1843) ∞ Małgorzata Billewicz      |
| Pradziadkowie       | Kazimierz Piłsudski (ok. 1750–ok. 1820) ∞ Anna Billewicz (1761–1837) | Kazimierz Piłsudski (ok. 1750–ok. 1820) ∞ Anna Billewicz (1761–1837) | Kazimierz Piłsudski (ok. 1750–ok. 1820) ∞ Anna Billewicz (1761–1837) | Kazimierz Piłsudski (ok. 1750–ok. 1820) ∞ Anna Billewicz (1761–1837) | Wincenty Butler (zm. 1843) ∞ Małgorzata Billewicz                    | Wincenty Butler (zm. 1843) ∞ Małgorzata Billewicz                    | Wincenty Butler (zm. 1843) ∞ Małgorzata Billewicz                    | Wincenty Butler (zm. 1843) ∞ Małgorzata Billewicz                    | Kacper Wincenty Billewicz ∞ Kownacka                   | Kacper Wincenty Billewicz ∞ Kownacka                   | Kacper Wincenty Billewicz ∞ Kownacka                   | Kacper Wincenty Billewicz ∞ Kownacka                   | Wojciech Michałowski ∞ Elżbieta Butler (zm. 1894)                   | Wojciech Michałowski ∞ Elżbieta Butler (zm. 1894)                   | Wojciech Michałowski ∞ Elżbieta Butler (zm. 1894)      | Wojciech Michałowski ∞ Elżbieta Butler (zm. 1894)      |
| Dziadkowie          | Piotr Piłsudski (1795–1851) ∞1832 Teodora Urszula Butler (1811–1886) | Piotr Piłsudski (1795–1851) ∞1832 Teodora Urszula Butler (1811–1886) | Piotr Piłsudski (1795–1851) ∞1832 Teodora Urszula Butler (1811–1886) | Piotr Piłsudski (1795–1851) ∞1832 Teodora Urszula Butler (1811–1886) | Piotr Piłsudski (1795–1851) ∞1832 Teodora Urszula Butler (1811–1886) | Piotr Piłsudski (1795–1851) ∞1832 Teodora Urszula Butler (1811–1886) | Piotr Piłsudski (1795–1851) ∞1832 Teodora Urszula Butler (1811–1886) | Piotr Piłsudski (1795–1851) ∞1832 Teodora Urszula Butler (1811–1886) | Antoni Billewicz ∞ Helena Michałowska                  | Antoni Billewicz ∞ Helena Michałowska                  | Antoni Billewicz ∞ Helena Michałowska                  | Antoni Billewicz ∞ Helena Michałowska                  | Antoni Billewicz ∞ Helena Michałowska                               | Antoni Billewicz ∞ Helena Michałowska                               | Antoni Billewicz ∞ Helena Michałowska                  | Antoni Billewicz ∞ Helena Michałowska                  |
| Rodzice             | Józef Wincenty Piłsudski (1833–1902) ∞ Maria Billewicz               | Józef Wincenty Piłsudski (1833–1902) ∞ Maria Billewicz               | Józef Wincenty Piłsudski (1833–1902) ∞ Maria Billewicz               | Józef Wincenty Piłsudski (1833–1902) ∞ Maria Billewicz               | Józef Wincenty Piłsudski (1833–1902) ∞ Maria Billewicz               | Józef Wincenty Piłsudski (1833–1902) ∞ Maria Billewicz               | Józef Wincenty Piłsudski (1833–1902) ∞ Maria Billewicz               | Józef Wincenty Piłsudski (1833–1902) ∞ Maria Billewicz               | Józef Wincenty Piłsudski (1833–1902) ∞ Maria Billewicz | Józef Wincenty Piłsudski (1833–1902) ∞ Maria Billewicz | Józef Wincenty Piłsudski (1833–1902) ∞ Maria Billewicz | Józef Wincenty Piłsudski (1833–1902) ∞ Maria Billewicz | Józef Wincenty Piłsudski (1833–1902) ∞ Maria Billewicz              | Józef Wincenty Piłsudski (1833–1902) ∞ Maria Billewicz              | Józef Wincenty Piłsudski (1833–1902) ∞ Maria Billewicz | Józef Wincenty Piłsudski (1833–1902) ∞ Maria Billewicz |
|                     | Kazimierz Piłsudski (1871–1941)                                      |                                                                      |                                                                      |                                                                      |                                                                      |                                                                      |                                                                      |                                                                      |                                                        |                                                        |                                                        |                                                        |                                                                     |                                                                     |                                                        |                                                        |